# Alkmaar (Mpumalanga)
Alkmaar is een dorp in de Zuid-Afrikaanse provincie Mpumalanga. Het ligt in het noordoosten van Zuid-Afrika, te midden van de Schagen Valley. Alkmaar ligt tussen Nelspruit en Montrose langs de R539 (ook bereikbaar via de N4, vanwaar het 18km naar Nelspruit is). Alkmaar ligt op een hoogte van 696 meter en is te bereiken met de trein. Er is in Alkmaar een ecotrial (ecologisch onderzoek) waaraan bezoekers kunnen deelnemen om zich bewust te worden van de natuur en het milieu. In Alkmaar staat een tankstation van Shell. De Krokodilrivier stroomt langs Alkmaar. Alkmaar is vernoemd naar de gelijknamige stad in de provincie Noord-Holland, Nederland.